# 에르도안주의

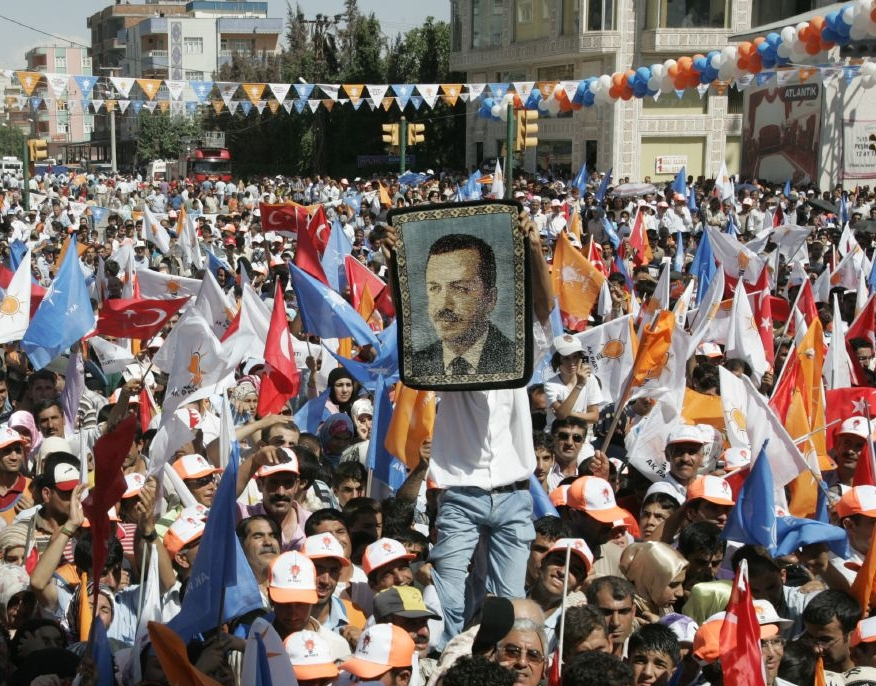
이상이자 정치적 의제가 '에르도안주의'로 불리는 에르도안의 벽걸이 융단, 정의개발당 집회에서

에르도안주의(튀르키예어: Erdoğancılık)는 2003년 총리가 되어 2014년 대통령으로 선출될 때까지 재직한 튀르키예의 대통령이자 전 총리인 레제프 타이이프 에르도안의 정치적 이상과 의제를 가리킨다. 카리스마적 권위에서 상당한 지지를 받은 에르도안주의는 "케말주의 이후 튀르키예에서 가장 강력한 현상"으로 묘사되었으며, 2018년 튀르키예 경제 위기로 에르도안의 인기가 크게 하락하기 전까지는 전국적으로 폭넓은 지지를 누렸다.
그 이념적 뿌리는 튀르키예 보수주의에서 비롯되었으며, 가장 지배적인 정치적 지지자는 에르도안 자신이 2001년에 창당한 집권 정의개발당 (AK Parti)이다. 일부는 이를 제3의 길 이념으로 본다.

## 개요
보수 민주주의의 의인화된 버전으로서, 에르도안주의의 주요 이상은 주로 선거적 동의에 기반하고 권력 분립과 제도적 견제와 균형에는 덜 의존하는 종교적 영감을 받은 강력한 중앙집권적 리더십을 포함한다. 비평가들은 종종 에르도안의 정치적 관점을 권위주의적이며 선거독재로 지칭했다. 에르도안주의의 선거 중심적 관점은 헝가리 총리 오르반 빅토르와 같은 외국 지도자들에 의해 종종 비자유 민주주의로 묘사되었다.
에르도안주의는 또한 튀르키예 공화국의 건국 케말주의 원칙에서 벗어나 세속주의와 같이 에르도안의 비전과 충돌하는 주요 헌법적 이상을 폐지하며 '신 튀르키예'를 건설하려는 열망에 강하게 영향을 받는다. 에르도안주의 지지자들은 종종 오스만 제국의 문화적, 전통적 가치의 부활을 요구하며, 튀르키예 공화국의 건국자인 무스타파 케말 아타튀르크가 시작한 친서방 사회 개혁과 근대화를 비판한다. 에르도안주의에 대한 풀뿌리 지지는 주로 에르도안을 둘러싼 개인숭배의 발전과 카리스마적 권위의 지배에서 비롯된다. 튀르키예 보수주의 가치의 개인적 주체로서 에르도안의 역할은 튀르키예 대통령 선거에서 "국민의 남자"라는 터키어 "Milletin Adamı"와 같은 저명한 선거 구호 형태로 나타났다.

## 역사
'에르도안주의'라는 용어는 에르도안의 2011년 총선 승리 직후 처음 등장했으며, 주로 AK당의 보수 민주적 이상이 에르도안의 선동술과 개인숭배와 결합된 형태로 묘사되었다. 이 용어의 사용은 에르도안주의가 포함하는 핵심 요소인 신오스만주의에 기반한 그의 적극적인 외교 정책 이상 때문에 전 세계 무대에서 에르도안에 대한 인식이 높아짐에 따라 증가했다.

## 핵심 가치
무스타파 아키올은 에르도안주의를 에르도안을 둘러싼 개인숭배에 근본적으로 기반한 이념으로 보며, 러시아의 푸틴주의와 유사한 형태의 포퓰리즘적 권위주의로 지칭했다. 아키올은 또한 오스만 제국의 영광화, 범이슬람주의, 튀르키예 민족주의, 중동에 대한 서구 정치 개입에 대한 의심, 케말주의의 거부, 민주적 절차와 선거의 제한을 에르도안주의의 핵심 속성으로 설명한다. 다른 학자들에게 반케말주의적 정치 방향은 반서방주의와 동일시된다.

### 이슬람주의와의 갈등
에르도안주의의 요소, 특히 지지자들이 사용하는 정치적 수사학이 이슬람주의에서 영감을 받았음에도 불구하고, 에르도안을 둘러싼 광범위한 개인숭배는 그의 국정 지배에 회의적인 강경 이슬람주의자들을 소외시켰다고 주장된다. 에르도안주의의 핵심 주제인 에르도안의 중앙적이고 포괄적인 권위는 추종자들의 헌신이 지도자가 아닌 알라와 이슬람의 가르침을 향해야 한다고 믿는 이슬람주의자들로부터 비판을 받아왔다. 따라서 에르도안의 전반적인 지배는 이슬람주의 비판을 더욱 심화시켰는데, 특히 행복당 (SP)과 같은 이슬람주의 정당들은 에르도안주의가 이슬람주의에 기반한 것이 아니라 종교적 수사학을 사용하여 유권자의 보수층 지지를 유지하는 권위주의에 기반한다고 주장했다.

## 같이 보기
- 유럽회의주의
- 반서방 감정
- 보수 민주주의
- 튀르키예의 보수주의
- 범이슬람주의
- 이슬라모케말주의
- 반에르도안주의

## 더 읽어보기
- “The Myth of 'New Turkey': Kemalism and Erdoganism as Two Sides of the Same Coin”. 《Dr. Ceren Şengül》. News About Turkey.